# Abadía de Claraval
La abadía de Claraval (en francés: abbaye de Clairvaux; en latín: abbatia Clara Vallis) es un monasterio cisterciense fundado en 1115 por San Bernardo de Claraval, situado en la localidad francesa de Ville-sous-la-Ferté, en el departamento del Aube. Desde 1808, está destinada a prisión.
El complejo de edificios está clasificado como monumento histórico de Francia desde 1981 y pertenece al Ministerio de Cultura francés desde 2003, quien está realizando su restauración. Se puede visitar todo el año.

## Historia
El terreno para la construcción fue donado por un pariente de Bernardo y se aceptó como bueno al contener los elementos imprescindibles para una edificación de este tipo (agua y madera en los alrededores, dado que los cistercienses que respetaban la regla de San Benito llevaban una vida de recogimiento y no debían salir).
La abadía de Claraval estuvo organizada hasta el siglo XVIII de acuerdo a los códigos de la orden. De hecho, las necesidades de la vida monacal se perciben en la arquitectura, que contiene agrupados en torno al claustro edificios dedicados a la vida de los monjes y hermanos legos, edificios comunes (molinos, cocinas, etc.) y la zona dedicada a la oración. Fuertes muros intercalados con torres de vigilancia delimitaban el perímetro de la abadía, y un muro adicional de norte a sur separaba las zonas monásticas de las otras (agrícolas, talleres, etc.).
La abadía fue reconstruida en 1700, conservándose el dormitorio de los legos que había sido utilizado como granero hasta la fecha. Este edificio de 70 metros de largo, 15 de ancho y tres naves data del siglo XVII y es característico de la arquitectura cisterciense. Tiene un primer piso que alberga la cava y el refectorio, y que aún puede distinguirse hoy en día, y un segundo piso ocupado por el dormitorio. El conjunto respeta la idea de arte cisterciense definida por San Bernardo: la sobriedad como contraposición al lujo de las construcciones de la orden de Cluny.
De entre los otros edificios abiertos al gran público cabe destacar el claustro, edificado en el siglo XVIII con estilo clásico.
El conjunto de la abadía fue incautado y declarado bien nacional en 1792, siendo vendido a manos privadas que instalaron en ella una fábrica de vidrios. Tras la bancarrota de la misma fue recomprado por el Estado y destinado a prisión en 1808. Este hecho es relativamente frecuente durante el siglo XIX tras las reformas del código penal; otras abadías fueron reconvertidas en su momento en prisiones (como la del monte Saint-Michel o la de Fontevrault) debido a la utilidad que presentaban al efecto sus anchos muros. En 1812 se vendió parte de la abadía como cantera, lo que acabaría costando el puesto del director de la prisión.